# Алмазный (Ростовская область)
Алмазный — бывший поселок городского типа в Ростовской области России. Был включён в состав города Гуково в 2004 году.

## История
В сентябре 1958 года населённый пункт шахты Алмазная-4 отнесен к категории посёлков городского типа, с присвоением наименования Алмазный. В состав вновь образованного посёлка были включены населённые пункты Октябрьский и Замчалово. В мае 1963 г. передан из состава Долотинского сельсовета в подчинение Гуковского горсовета.

## Население
| 1959 | 1970  | 1979  | 1989  | 2002  |
| ---- | ----- | ----- | ----- | ----- |
| 6267 | ↗8615 | ↘7526 | ↘6182 | ↘3085 |

## Экономика
Не действует шахта «Замчаловская».